# Joaquim Ferreira Chaves
Joaquim Ferreira Chaves Filho (Recife, 15 de outubro de 1852 — Rio de Janeiro, 12 de março de 1937) foi um desembargador e político brasileiro.

## Biografia
Bacharel  pela  Faculdade  de  Direito  de  Recife,turma  de  1873, na  qual  também se  formaram  Antonio  Herculano  de  Sousa  Bandeira  Filho, Domingos  Olímpio-romancista,autor  de  Luzia  Homem  e  Sílvio  Romero.
Foi o primeiro governador do Rio Grande do Norte eleito pelo povo através do voto em aberto, conhecido como “voto de bico de pena”, graças ao qual as oligarquias dominantes se perpetuavam no poder. Ferreira Chaves obteve 10.342 votos, contra 705 do opositor Moreira Brandão.

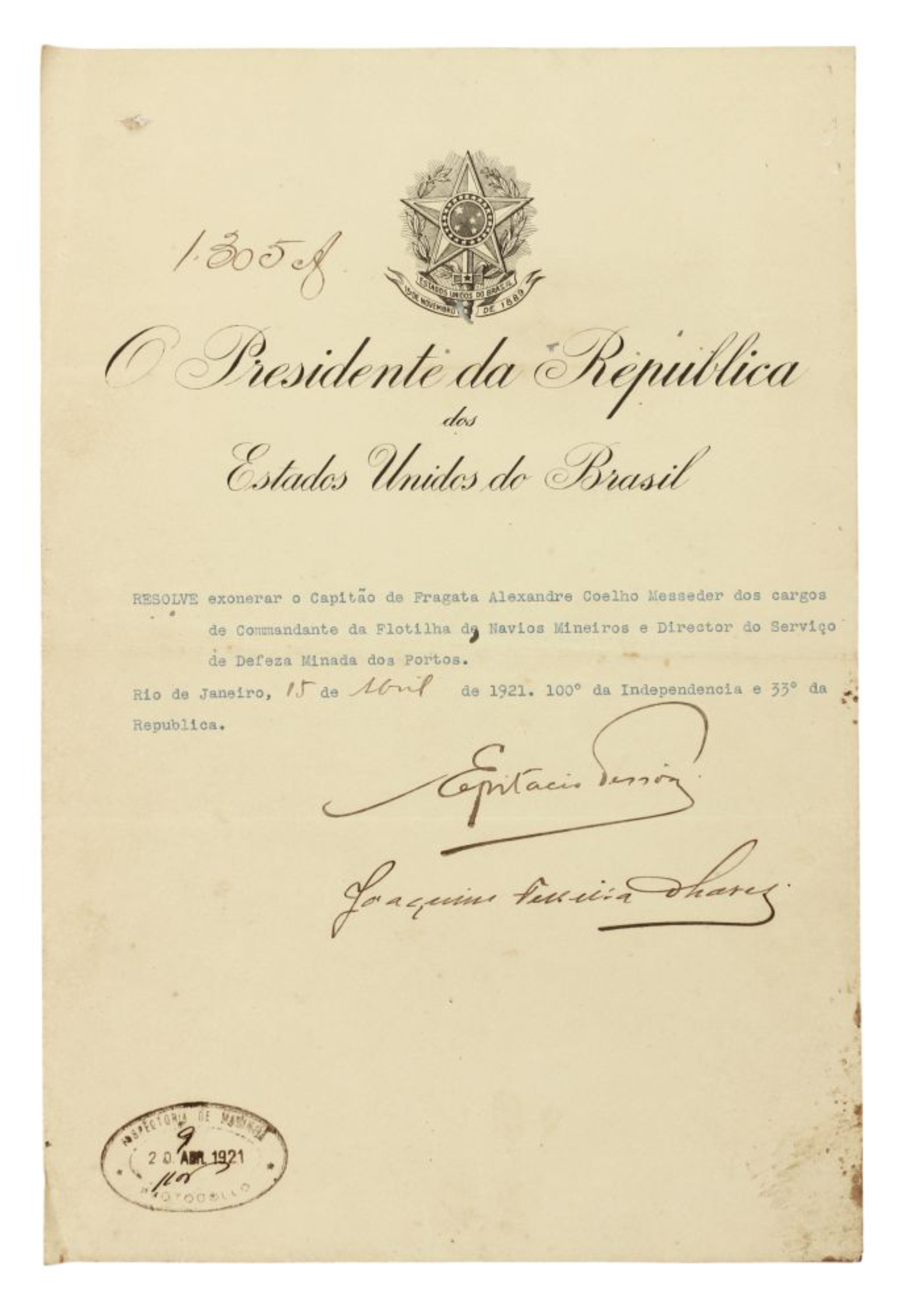
Um decreto administrativo em que assinou como ministro do governo Epitácio Pessoa em 1921.

Foi ministro da Marinha do Brasil, de 20 de outubro de 1920 a 12 de setembro de 1921, e ministro da Justiça e Negócios Interiores do Brasil, de 3 de setembro de 1921 a 15 de novembro de 1922.
Exerceu também os cargos de promotor, juiz de direito, desembargador e procurador-geral do estado, além do mandato de senador pelo Rio Grande do Norte de 1900 a 1913, de 1920 a 1921 e de 1923 a 1930.
Casou-se, em 9 de fevereiro de 1875, em Martins, Rio Grande do Norte, com Alexandrina Barreto (5 de outubro de 1854 - 10 de janeiro de 1921), filha de Domingos Velho Barreto e de Inácia Francisca de Albuquerque. Dessa união nasceram quatro filhos, dos quais apenas o mais novo, José Barreto Ferreira Chaves, atingiu a maioridade. Alexandrina faleceu aos 66 anos, vítima de doença de Addison, na sua residência, situada na Rua Conde do Bonfim, nº 70, na cidade do Rio de Janeiro. Seu corpo foi sepultado no Cemitério do Caju, na mesma cidade.